# 大阪市営下寺住宅

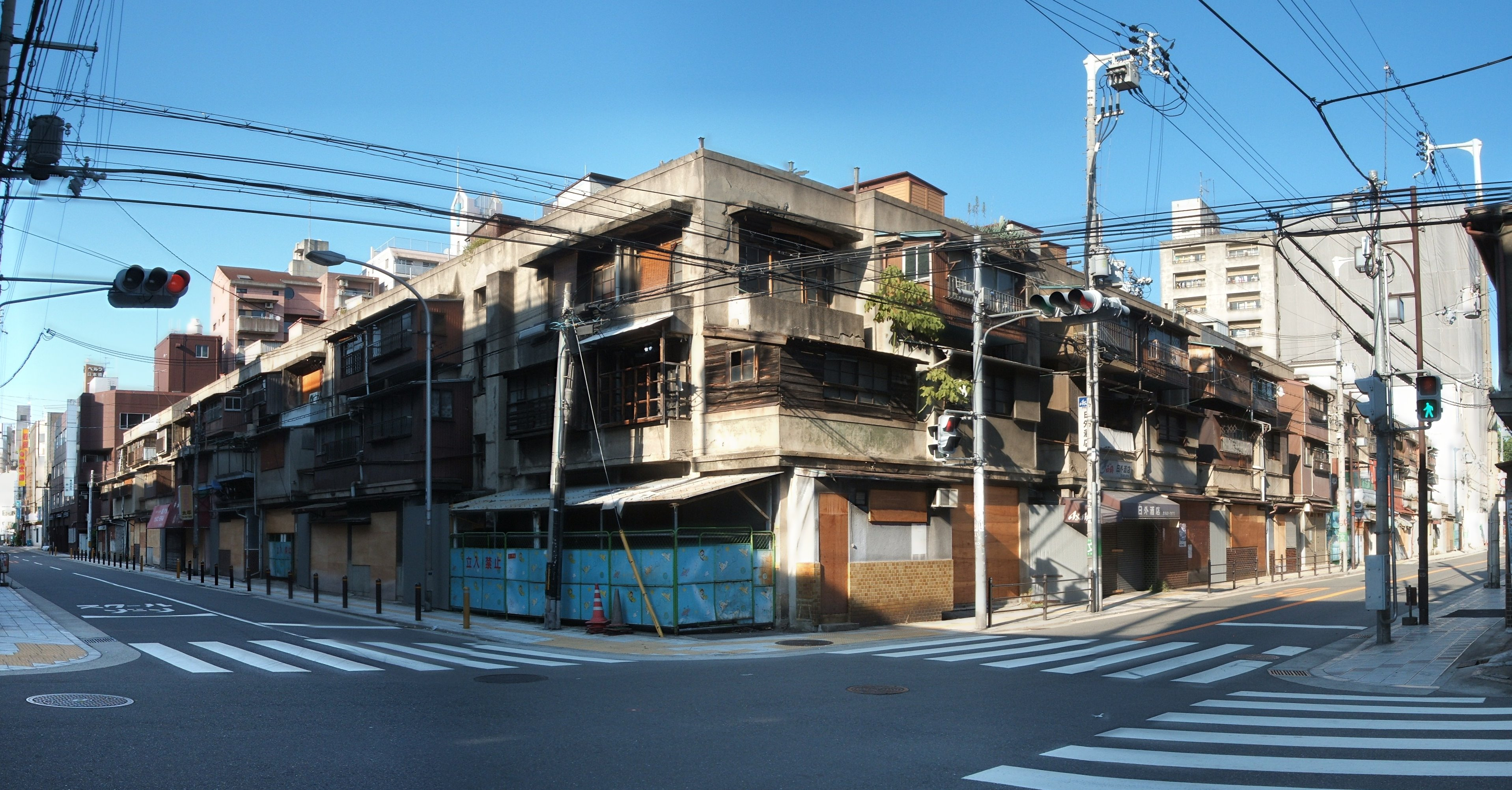
大阪市営下寺住宅（2006年8月南西から）

大阪市営下寺住宅（おおさかしえいしもでらじゅうたく）とは大阪市浪速区下寺二丁目に存在した集合住宅。立ち並ぶかまど用の煙突から煙が立ち上る様子が軍艦を思わせることから「軍艦アパート」の異名で知られ、この建築物を取り扱った懐古趣味の写真集などといった書籍が幾つか存在する。1930年（昭和5年）に完成した建造物であり、当時では珍しい鉄筋コンクリート構造であり、各戸には水洗トイレやダストシュートが備わるなど、モダニズムと評された。この建物は2006年（平成18年）に解体され、解体時では国内で最も古い鉄筋公営住宅であり、家賃は月に200円 - 300円程度であった。跡地はライフ下寺店になっている。